# 2023년 대한민국 연쇄 흉기 난동 사건
2023년 대한민국 연쇄 흉기 난동 사건은 2023년 7월 신림역 흉기 난동 사건 전후로 서현역 흉기 난동 사건을 비롯해 이와 유사한 강력범죄 및 범죄 예고 및 협박이 잇따라 발생한 사건이다. 이에 2023년 8월 4일 오전, 윤석열 대통령이 강경 대응을 지시했고, 같은 날 오후 경찰은 특별치안활동을 선포했다.

## 흉기 난동 살인 및 살인미수

### 신림동 흉기난동

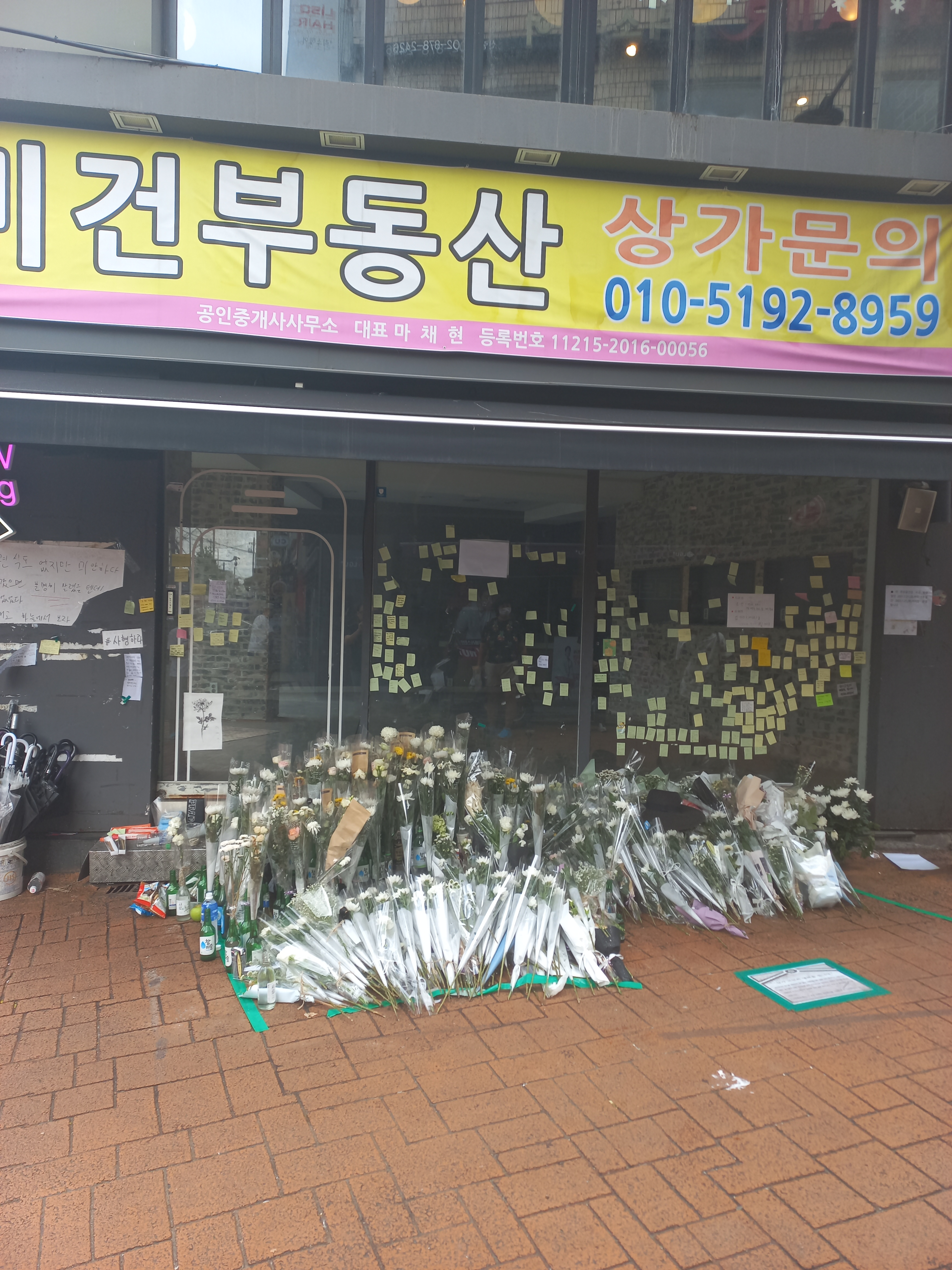
2023년 7월 25일 사건 현장

2023년 7월 21일 14시 7분경 서울특별시 관악구 신림동 신림역 4번 출구 근처에서 조선(당시 33세)이 남성 1명을 살해하고 3명에게 상해를 입혔다.
조 씨는 “너무 힘들어서 범행을 저질렀다”고 주장했다. 신림역을 범행 장소로 정한 이유는 “이전에 친구들과 술을 마시러 몇 번 방문한 적이 있어 사람이 많은 곳이라는 것을 알기” 때문이라고 밝혔다.
승재현 박사는 조 씨가 정유정과 동일하게 "또래에 대한 개인적인 분노가 쌓여 있었던 것"이라고 분석했다.
피의자인 조선이 범행 전 '홍콩 묻지마 살인' 사건을 검색해본 것이 확인돼 경찰이 모방범죄 여부를 수사하고 있다.
수사결과 조선은 대학, 취업, 결혼 등의 실패로 인한 좌절감, 자신의 처지에 대한 열등감, 사회적 소외 등으로 2022년 12월경부터 8개월간 경제활동도 하지 않고, 대부분의 시간을 집에서 게임을 하거나, 게임 관련 동영상 채널 시청, 인터넷 커뮤니티 댓글 작성에 몰두하였다.
그러던 중 자신이 인터넷 커뮤니티에 게시한 글과 관련하여 모욕죄로 고소되어, 2023년 7월 17일 경찰로부터 출석요구를 받자 열등감, 좌절감이 적개심과 분노로 변하여 젊은 남성에 대한 공개적 살인 범행을 계획하고 2023년 7월 21일 실행하였다. 조선은 수사기관에 “모욕죄로 경찰 수사를 받게 되면 몰래 촬영한 사진 등 불법적인 영상으로 처벌받을 것이 걱정되었다”는 취지로 진술하였으며, 7월 21일 살인 및 살인미수 범행 당일에도 ‘모욕죄 성립요건’, ‘야동 스트리밍 처벌’ 등을 검색하였다.
심리분석 결과 조선은 가족관계 붕괴, 대학·회사 등 사회생활 부적응, 실연, 경제적 곤궁 등이 겹쳐 실패감, 열등감으로 ‘현실 불만, 좌절’ 상태에 이른 상태였다. 특히 또래 남성들에 대한 열등감이 많았던 것으로 보이고, 이는 적개심과, 분노로 분출되었다.
2024년 1월 31일 1심에서 무기징역을 선고받았다.
2024년 4월 19일 검찰이 항소심에서 사형 구형했다.
2024년 6월 14일 2심에서도 무기징역을 선고받았다.
2024년 9월 12일 3심 대법원에서 30년간 위치추적 전자장치 부착 및 무기징역이 선고되었다. 조선은 전자장치 해제 전까지 출국 금지 상태이다.

### 서현역 흉기 난동
2023년 8월 3일 17시 59분 (KST) 경기도 성남시 분당구 서현동에 위치한 서현역 AK플라자에서 한 남성이 차로 돌진 후 무차별 칼부림을 일으켜 2명이 사망하고 12명이 부상을 입었다.
피의자는 22세 남성 최원종(2001년생)이다.
경찰은 최원종이 '스토킹 조직 감시'를 당하고 있다는 망상 등 정신 질환으로 인해 범죄를 저질렀으며, 신림역 사건을 모방한 것은 아니라고 판단했다.
2023년 8월 28일 밤에는 최원종의 차에 치인 20대 여대생(김혜빈, 2003년생)이 뇌사 상태로 사망했다.

### 대전 고등학교 교사 흉기 피습
2023년 8월 4일 오전 10시 4분경 대전광역시 대덕구 소재 대전송촌고등학교에 외부인이 침입하여 교사를 흉기로 찌른 뒤 도주하였다. 용의자는 피해자 교사(49세)의 수업이 끝나기를 기다리다가, 피해자가 화장실로 가자 뒤따라 들어가 흉기로 피해자를 찌른 뒤 도주했다.
2023년 8월 4일 오후 12시 20분경 대덕경찰서는 대전광역시 중구 태평동 노상에서 용의자를 검거하였다.
경찰은 피의자가 피해자와 '사제 관계'라고 밝혀, 신림역이나 서현역 사건과 같은 '묻지마 범행'과는 차이가 있는 것으로 보고 있다. 경찰에 따르면 피의자의 모친은 경찰 조사에서 “A씨가 평소 망상 증세를 보여왔다”고 진술한 것으로 알려졌다.

### 서울 등산로 강간 살인 사건
2023년 8월 17일에 일어난 신림동 공원 강간 살인 사건 문서 참고

## 미수 사건

### 서울고속버스터미널 사건
2023년 8월 4일 서울특별시 서초구 반포동 서울고속버스터미널에서 칼부림을 시도하였으나 보안 요원과 경찰에 의해 제압되었다.
경찰이 피의자의 휴대전화를 조사한 결과, 범행 전 새벽 SNS에 ‘경찰관을 죽이겠다’는 식의 게시글 작성한 것이 확인되었다.

### 동대구역 사건
2023년 8월 7일 오후 3시 50분쯤 흉기를 소지한 채 '동대구역에서 사람을 찔러죽이겠다.'는 살인 예고글을 노트에 적어 주변에 보인 30대 남성이 특수협박 혐의로 현행범 체포됐다. 피의자의 범행 동기에 대해서는 '누군가(불특정인)를 죽이려했다', '누군가가 자신에게 살인을 하라고 조종했다'고 진술하고, 정신과 치료를 받은 적이 있는 것으로 파악됐다. 경찰은 특수협박, 살인예비 혐의로 구속영장을 신청  8월 11일, 피의자 검거에 도움을 준 사회복무요원 1명과 철도경찰 2명이 표창장을 받았다.

## 흉기 난동 예고 글 게시
- 2023년 7월 24일 커뮤니티 게시판에서 '무고한 시민을 살해하겠다'라는 내용의 살인 예고 글이 게시된 이후, 흉악범죄를 저지르겠다는 내용의 온라인 게시글이 잇따라 게시되었다.[29]
- 신림동 주변에서 여성 스무명을 살해하겠다는 예고글의 작성자가 검거되었고, 또 다른 살인을 예고하는 글이 올라와서 경찰이 해당 글 작성자에 대해 조사중이고 신림동 주변 순찰중이다.[30]
- 2023년 8월 4일 수인분당선 오리역에서 오후6시 ~ 오후 10시 사이 살인 예고하는 글이 발견되어 경찰이 수사중이다.[31]
- 2023년 8월 5일 킨텍스에서 하는 서울코믹월드행사도 살해하겠다는 예고글이 올라와 경찰이 상주 할 예정이다.[32]
- 8월 7일 기준 187건의 살인 예고 게시글을 확인해 59명을 검거하고 이 중 3명은 구속했다. 검거된 이들 중 57.6%인 34명은 10대 청소년인 것으로 파악됐다.[33]
- 2023년 8월 11일 경찰청은 온라인상 무분별한 흉악범죄 예고 글 게시행위 총 315건 중 115건 119명을 검거하였다.[29][34]

구속자는 총 11명으로 다음과 같다.
- 2023년 8월 2일 서울특별시경찰청 사이버수사대는 디○○○○○ 내 “수요일에 신림역에서 한녀 20명을 죽일 거다”를 게시한 신림역 살인 예고 글 게시자(26세, 남)을 협박죄로 구속송치하였다.[29]
- 2023년 8월 2일 경상북도경찰청 영천경찰서 형사과는 디○○○ 내 “여자를 죽이겠다. 영천에 거주한다.”를 게시한 특정인 지목 성폭행·살인 예고 글 게시자(33세, 남)을 살인예비죄로 구속송치하였다.[29]
- 2023년 8월 7일 서울특별시경찰청 혜화경찰서 통합수사팀은 당○○○ 내 “8. 5. 오후 3～12시 사이에 혜화역에 칼부림”을 게시한 혜화역 살인 예고 글 게시자(31세, 남)을 협박, 출입국관리법위반 죄로 구속하였다.[29]
- 2023년 8월 6일 서울특별시경찰청 서초경찰서 형사과는 트○○ 내 “식칼 꺼내서 달려들어 죽여버릴 거거든. 대상 1순위 경찰 2순위 검은 후드티다. 경찰은 몸 사려라.” 등 글 5개를 게시한 경찰 살해 예고 글 게시자(19세, 남)을 특수협박, 살인예비 죄로 구속하였다.[29]
- 2023년 8월 7일 인천광역시경찰청 사이버수사대는 보○○○ 내 “오늘 밤 22시 부평 로데오거리에서 여자만 10명 죽이겠습니다.”를 게시한 부평 로데오거리 살인 예고 글 게시자(40세, 남)을 협박죄로 구속하였다.[29]
- 2023년 8월 8일 경기남부경찰청 사이버수사대는 유○○ 내 “나도 곧 놀이동산에서 일가족 대상으로 칼부림하려 한다.”를 게시한 놀이동산 살인 예고 글 게시자(19세, 남)을 협박, 위계에의한공무집행방해 죄로 구속하였다.[29]
- 2023년 8월 8일 서울특별시경찰청 사이버수사대는 디○○○ 내 “신림역 2번 출구 앞에 칼을 들고 서 있다.”를 게시한  신림역 살인 예고 글 게시자(30세, 남)을 협박, 위계에의한공무집행방해 죄로 구속하였다.[29]
- 2023년 8월 9일 경기남부경찰청 사이버수사대는 디○○○ 내 “서현역 금요일 한남 20명을 찌르러 간다.”를 게시한 서현역 살인 예고 글 게시자(32세, 여)를 살인예비, 협박 죄로 구속하였다.[29]
- 2023년 8월 10일 강원도경찰청 사이버수사대는 디○○○ 내 “춘천에서 7시 30분 칼부림하겠다.”를 게시한 춘천 살인 예고 글 게시자(25세, 남)를 특수협박, 위계에의한공무집행방해 죄로 구속하였다.[29]
- 2023년 8월 10일 경기남부경찰청 오산경찰서 수사과 사이버범죄수사팀은 틱○○○ 내 “용산 칼부림 예고 없죠? 기대해라”를 게시한 용산 살인 예고 글 게시자(21세, 남)을 협박 죄로 구속하였다.[29]
- 2023년 8월 10일 경기남부경찰청 하남경찰서 수사과 사이버팀은 디○○○ 내 “서울숲역 ○○직원만 골라 9명 죽이겠습니다”를 게시한 유명 연예기획사 살인 예고 글 게시자(28세, 남)을 협박, 위계에의한공무집행방해 죄로 구속하였다.[29]

## 오인 신고 및 체포
8월 4일 각각 서울 역곡역, 건대입구역 등에서 난동을 피우던 남성 두 명이 체포됐지만, 흉기는 소지하지 않아 오인 신고로 확인됐다. 8월 5일, 경기 의정부시에서 운동을 하던 남중생이 피의자로 오인받아 사복 형사에게 검문당하는 과정에서 부상을 입었다.

## 가짜뉴스
8월 4일 포천과 대구에서 '칼부림 사건'이 일어났다는 가짜뉴스가 퍼졌다. 경찰은 포천 관련 가짜뉴스를 유포한 20대 남성 A를 검거해 조사 중이다. A는 군대 동기였던 B와 SNS(소셜네트워크서비스)로 대화하다가 장난으로 가짜뉴스를 작성해 공유한 것으로 조사됐다. 이를 진짜라고 믿은 B가 다른 오픈채팅방에 유포했고, 이후 온라인 커뮤니티를 중심으로 급속도로 확산한 것으로 확인됐다.

## 같이 보기
- 죽전역 칼부림 사건
- 신림동 공원 강간 살인 사건
- 최원종 (범죄인)